# ويليام إف. شارب
ويليام إف. شارب (بالإنجليزية: William F. Sharp)‏ هو عسكري أمريكي، ولد في 22 سبتمبر 1885 في ينكتون في الولايات المتحدة، وتوفي في 30 مارس 1947 في Fort McPherson ‏ في الولايات المتحدة.